# Islas Miyako
Las islas Miyako (en japonés: 宮古列島, Miyako Rettō) son un grupo de islas en la prefectura de Okinawa, Japón, al este de las islas Yaeyama. Pertenece a las islas Sakishima, que forman parte del grupo de las islas Ryukyu.

## Islas

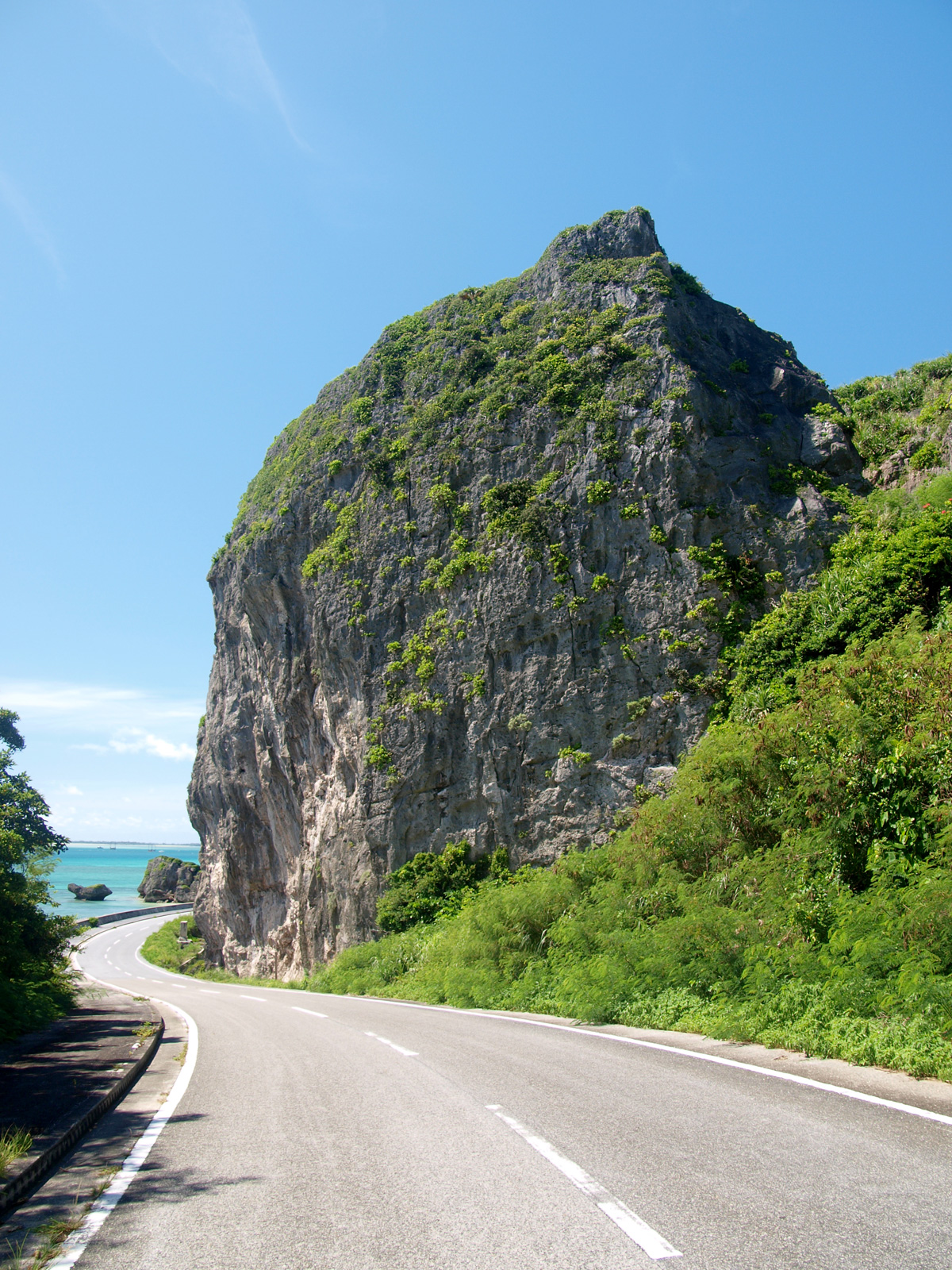
Vista del interior de Irabu, una de las islas Miyako

Las islas Miyako son parte de las islas Sakishima, un grupo de las islas Ryukyu (islas Nansei) del archipiélago japonés. Las principales islas habitadas son:
- Ciudad de Miyakojima 
  - Isla Ikema (Ikema-jima)
  - Isla Irabu (Irabu-jima)
  - Isla Kurima (Kurima-jima)
  - Isla Miyako (Miyako-jima)
  - Isla Ogami (Ogami-jima)
  - Isla Shimoji (Shimoji-shima)
- Ciudad de Tarama 
  - Isla Minna (Minna-jima)
  - Isla Tarama (Tarama-jima)